# (18346) 1989 WG
1989 دابليو جي (ويعرف أيضًا باسم (18346) 1989 دابليو جي وفق تسمية الكوكب الصغير) (بالإنجليزية: 1989 WG)‏ هو كويكب ضمن حزام الكويكبات؛ وترتيبه 18346 من حيث الاكتشاف.
اكتُشف هذا الجُرم الفلكي بواسطة Yoshiaki Oshima ‏ في 20 نوفمبر 1989.

## وصلات خارجية
- (18346) 1989 WG في قاعدة بيانات مختبر الدفع النفاث لأجرام النظام الشمسي الصغيرة

- الاكتشاف · مخطط المدار ·  العناصر المدارية · المعلمات المادية

- (18346) 1989 WG على موقع ويكي سكاي: DSS2, SDSS, GALEX, IRAS, Hydrogen α, X-Ray, Astrophoto, Sky Map, Articles and images